# Літо міс Форбс
«Літо міс Форбс» (ісп. El verano de la señora Forbes) — мексиканський драматичний фільм 1988 року, створений режисером Хайме Умберто Ермосільйо за оповіданням «Щасливе літо сеньйори Форбес» Г. Гарсії Маркеса. У головних ролях Ганна Шигулла та Франсіско Гатторно.

## Сюжет
Заможна родина, що складається з Едуардо, його дружини і їхніх синів Сандро і Маурісіо, дев'яти і восьми років, проводить літо в домі на узбережжі півострова Юкатан. Діти займаються підводним плаванням під керівництвом молодого рибака на ім'я Акілес. Одного разу під водою вони зіштовхуються з акулою, і Акілес бореться з нею і вбиває за допомогою ножа, якого завжди має при собі. Втрьох вони витягають акулу на берег і фотографуються з нею. Батьки від'їжджають у шеститижневий круїз і залишають дітей під наглядом міс Форбс, строгої гувернантки-німкені, яка одразу по приїзду встановлює нові правила, що межують з тиранією. Скоро діти помічають, що вночі міс Форбс поводиться дивно — блукає будинком в нічній сорочці, п'є алкоголь та декламує німецькою.
Гувернантка звертає увагу на Акілеса, який молодший за неї на п'ятнадцять років, і розповідає йому про його тезку Ахіллеса і королеву амазонок Пентесілею, які закохалися одне в одного незважаючи на те, що були ворогами. Вона запрошує його ввечері в місто прогулятися і випити з нею, але Акілес лишається байдужим. Наступного ранку вона отримує листа, зміст якого її вражає. Вона гримає на дітей, проте ті, вкрай ображені тим, що вона змусила їх їсти страву з мурени, яку вони бояться, відмовляються коритися їй. Раптово вона поступається і говорить їм, що вони можуть робити все, що захочуть. Маурісіо і Сандро не вірять їй і вирішують її вбити, підмішавши отруту до її пляшки з текілою. Вночі міс Форбс приходить до Акілесової хатини на березі і, зазирнувши, бачить його оголеного в обіймах його коханця-мулата. Обурена, вона підпалює хатину і втікає.
Наступного ранку, пізно прокинувшись і не побачивши міс Форбс, діти вирішують, що їхній план вдався, отрута подіяла, і вирушають на пляж, де самостійно займаються підводним плаванням. Повернувшись додому, вони застають в будинку поліцейських. Непоміченими вони проходять до дверей спальні гувернантки і бачать її на підлозі мертву, з численними ножовими пораненнями і умиротвореним виразом на обличчі.

## У ролях
| Актор                   | Роль                   |
| ----------------------- | ---------------------- |
| Ганна Шигулла           | міс Форбс              |
| Франсіско Гатторно      | Акілес                 |
| Алексіс Кастаньярес     | Сандро                 |
| Віктор Сесар Вільялобос | Маурісіо               |
| Гваделупе Сандоваль     | мати                   |
| Фернандо Бальсаретті    | Едуардо, батько        |
| Юрірія Мунгія           | Мена Вікторія, кухарка |
| Роберто Пердомо         | мулат                  |
| Алехандро Ерреро        | потопельник            |